# An (géorgien)
Cette page contient des caractères spéciaux ou non latins. S’ils s’affichent mal (▯, ?, etc.), consultez la page d’aide Unicode.
Pour les articles homonymes, voir an.
An, (ან, [an], en géorgien) est la 1re lettre de l'alphabet géorgien.

## Linguistique
An est utilisé pour représenter le son [a].
Dans la norme ISO 9984, la lettre est translittérée par « a ».

## Représentation informatique
- Unicode[1] :
  - Asomtavruli Ⴀ : U+10A0
  - Mkhedruli et nuskhuri ა : U+10D0